# واشینگتن چنل
واشینگتن چنل (به انگلیسی: Washington Channel) رودخانه‌ای است که در ایالات متحده آمریکا جریان دارد.